# باشگاه فوتبال ایماباری
باشگاه فوتبال ایماباری ژاپنی: FC今治 باشگاه فوتبالی در شهر استان اهیمه، ژاپن است که در جی‌لیگ ۳ بازی می‌کند. این باشگاه در سال ۱۹۷۶ میلادی پایه‌گذاری شده است.